# Sant Iscle i Santa Victòria de Turbiàs
Sant Iscle i Santa Victòria de Turbiàs és l'antiga església parroquial del poble de Turbiàs, del municipi de Montferrer i Castellbò (Alt Urgell), actualment sufragània de Santa Maria de Castellbò. Està protegida com a bé cultural d'interès local.

## Descripció
És una església d'una sola nau, capçada a llevant amb absis semicircular. Presenta dues capelles laterals una a cada banda de la nau, visibles externament en planta i obertes a la nau en arc rebaixat. Hi ha retaules de guix policromat a l'altar major i a la capella lateral de tramuntana. La sagristia és adossada a la capella lateral de tramuntana. La coberta és de fusta i sosté un llosat a doble vessant. La porta d'accés al temple, en arc de mig punt, es troba a la façana de migdia, resguardada per
un pòrtic format pel volum extern de la capella lateral sud i pel cos del campanar. El campanar de l'església és de torre, i està adossat a la façana meridional. Té secció quadrangular i és cobert per un llosat piramidal amb els ràfecs sortints.
És una construcció rústega de pedres unides amb morter sense fer filades.

## Història
L'indret de Turbiàs apareix en un moment tardà en la documentació, precisament, a les visites que els delegats de l'arquebisbe de Tarragona realitzaren a les parròquies del Bisbat d'Urgell els anys 1312 i 1314, en les quals figura l'advocació de sant Iscle màrtir. Amb tot, l'advocació de sant Iscle, relacionat amb l'antic terme de la veïna vila de les Eres, apareix des de l'any 1001. L'any 1575, l'església parroquial de Turbiàs, que tenia com a sufragànies les de Sant Fruitós de Carmeniu i Sant Vicenç de les Eres, presentava deficiències al paviment i li mancava un reixat que separés la feligresia de l'altar, el qual podia fer-se tant de ferro com de fusta. L'any 1904 només tenia la sufragània de les Eres. Actualment depèn de la parròquia de Castellbò.